# Siedlisko (powiat nowosolski)
Siedlisko (niem. Carolath/Karolath) – wieś w Polsce, położona w województwie lubuskim, w powiecie nowosolskim, w gminie Siedlisko, której jest siedzibą (od 1973 roku).
W latach 1950–1975 miejscowość należała administracyjnie do województwa zielonogórskiego. W latach 1975–1998 miejscowość także należała administracyjnie do województwa zielonogórskiego.

## Nazwa
W 1298 roku książę Henryk Głogowski wystawił dokument na zamku Sedlscho. W roku 1613 śląski regionalista i historyk Mikołaj Henel z Prudnika wymienił miejscowość w swoim dziele o geografii Śląska pt. Silesiographia podając jej łacińską nazwę: Karolatum castrum.
Pierwsza, nieoficjalna, nazwa miejscowości po II wojnie światowej brzmiała Karolat.
12 listopada 1946 r. nadano miejscowości polską nazwę Siedlisko.

## Historia
Najstarsze znane wzmianki o miejscowości pochodzą z 1298 r. z aktu dotyczącego nabycia kasztelanii bytomskiej przez księcia Henryka III głogowskiego. Zamek określony został w nim jako castrum in Sedlscho. Od 1361 r. dziedzicem Siedliska była rodzina Rechenberg.
W 1561 r. Siedlisko, wraz z Bytomem Odrzańskim i Tarnowem Jeziernym zostało kupione przez Fabiana von Schönaicha za 50 000 talarów; ziemie te stanowiły główną część późniejszego państwa stanowego i należały do rodu Schönaich do 1945 roku. Po śmierci Fabiana von Schönaicha 23 sierpnia 1591 r. i zakończeniu sporów finansowych z cesarzem Rudolfem II Habsburgiem 27 listopada 1593 roku, właścicielem dóbr został Georg von Schönaich (1557-1619), kanclerz śląski, bratanek Fabiana von Schönaicha. Ok. 1600 r. sprowadził on do zamku kronikarza Piotra Tietza, w celu spisywania historii rodu i wydarzeń związanych z trwającą budową zamku. Po śmierci Georga von Schönaicha 25 lutego 1619 roku, właścicielem dóbr został jego kuzyn albo bratanek, Johannes von Schönaich. Musiał on jednak opuścić miejscowość, gdy w wyniku nałożonej na niego kary za złożenie homagium Fryderykowi V podczas wojny trzydziestoletniej stracił część majątku na rzecz jezuitów głogowskich. W 1650 r. udało się rodzinie von Schönaich odzyskać część dóbr, natomiast całość została odzyskana przez Johanna Carla von Schönaicha, który sprawował pieczę nad majątkiem od 1710 roku.
W 1894 r. odnotowano w miejscowości sąd rejonowy (niem. Amtsgericht), parafialny kościół ewangelicki, młyn parowy, olejarnię, wodociąg, główną siedzibę księstwa siedliskiego książąt siedlisko-bytomskich, zamek z ogrodem oraz należące do posiadłości ziemskich zalesienie (niem. Carolather Heide) o powierzchni 8400 hm² (ha). W 1885 r. w miejscowości mieszkały 772 osoby, w 1933 r. – 1237 osób, a w 1939 r. – 1487 osób. 1 kwietnia 1937 r. włączono do miejscowości Borków.
W 1936 r. uruchomiono w Siedlisku pierwszą na Śląsku wyłuszczarnię nasion, która działa nieprzerwanie do dziś. Ostatnim właścicielem miejscowości był Carl-Erdmann von Schönaich-Carolath, który po ucieczce przed frontem na zachód prowadził działalność przedsiębiorczą w Hamburgu. W kwietniu 1945 roku zamek został splądrowany i spalony przez Armię Sowiecką.
Do rejestru zabytków Narodowego Instytutu Dziedzictwa wpisane są:
- zespół zamkowy z XVI–XIX wieku, przebudowany na początku XX wieku:
  - ruiny zamku,
W latach 1550–1560 Franz Rechenberg, właściciel dóbr siedliskich, wybudował murowany budynek, usuwając jedną ze ścian (wał z palisadą) wcześniejszej budowli. Budynek był zbudowany z kamienia polnego i cegły, jednak prawdopodobnie z powodu zbyt grząskiego gruntu ściany zaczęły pękać, grożąc zawaleniem. By temu zapobiec, wzmacniano je drewnianymi belkami. W 1597 r. jeden z kolejnych właścicieli zamku, Georg von Schönaich (1557-1619)[11], podpisał z Melchiorem Deckhardtem, budowniczym z Legnicy, umowę na budowę zamku. Wiosną 1598 r. przystąpiono do budowy. W 1600 r. ukończono wschodnie skrzydło (które mieściło m.in. salę reprezentacyjną, a w niej 40 portretów króli). Następnie wybudowano skrzydło południowe (z salą reprezentacyjną, zwaną też książęcą albo balową w dolnej kondygnacji, ze sklepieniem wspartym na 12 kolumnach) i budynek bramny (mieszczący bibliotekę i zbrojownię). Nad wejściem do budynku bramnego kartusz z herbami: von Schöneich (po lewej) oraz von Landskron (po prawej) a pod nim sentencja łacińska: IEHOVAE DEXTERA NOSTRUM MUNIMENTU (prawo boże naszą ochroną). W 1601 r. budynek został zniszczony podczas pożaru[18]. W maju 1612 r. Walenty Säbisch, fortyfikator z Wrocławia, wykonał plany pomiarowe fortyfikacji bastionowych. Zostały one zrealizowane w ciągu następnych 2 lat przez Andreasa Hindenbergera z Hoyerswerda. W 1618 r. ukończono budowę zamkowej kaplicy, usytuowanej we wschodnim skrzydle, zbudowanej na planie prostokąta o wymiarach 19,3 m × 15,1 m, zamkniętej od wschodu półkolistą apsydą. Jest to pierwsza na Śląsku kaplica zamkowa, wybudowana jako lektorium protestanckie. Budowla została nakryta sklepieniem kolebkowym i kolebkowo-krzyżowym, a jej ściany wewnętrzne obiegają 2-kondygnacyjne empory z maswerkowymi, kamiennymi balustradami, wsparte na kamiennych kolumnach z rzeźbionym ornamentem okuciowym. We wnętrzu kaplicy znajduje się m.in. renesansowa kamienna ambona, także zdobiona ornamentem okuciowym. W pierwszej ćwierci XVIII w. budowniczy Wagner z Kożuchowa wybudował zachodnie i północne skrzydła zamku, które razem z wcześniejszymi zamykały dziedziniec o wymiarach 46  × 56 m. Elewacje nowych skrzydeł zostały ozdobione pilastrami i gzymsami, a nad wejściem do skrzydła zachodniego wmurowano kartusz z datą 1715. 24 sierpnia 1757 r. ukończono budowę mostu przy bramie wjazdowej; cokoły jego balustrady ozdobiono rzeźbami postaci mitologicznych i dwoma heraldycznymi lwami z tarczami. W latach 1865–1875 przebudowano w stylu neorenesansowym środkową część skrzydła południowego i założono ogród z fontannami; na osi skrzydła północnego zbudowano przejazd, prowadzący na dziedziniec gospodarczy, przy którym w drugiej połowie XIX w. powstały stajnie i inne budynki gospodarcze. Zamek został spalony w kwietniu 1945 r. przez wojska radzieckie; zachowały się kaplica i budynek bramny. Zamek odgruzowano i częściowo odbudowano (budynek bramny i skrzydło wschodnie z kaplicą) w latach 1964–1974 przy współudziale harcerskiego szczepu „Makusynów”. 12 sierpnia 2003 r. zamek został sprzedany mieszkańcowi Nowej Soli za kwotę 257 000 zł. W 2007 r. odkupił go obywatel Włoch, Giulio Piantini, prezes firmy Arcobaleno[10][15][18].
  - park,
  - mauzoleum z pocz. XX w. księżnej Wandy Henckel v. Donnersmarck (1826-1907)[19][20]. Znajduje się niedaleko zamku
- trzy domy folwarczne (pl. Zamkowy 12, 13 i 14) z początku XIX wieku.

Inne zabytki:
- Kościół pw. Narodzenia Najświętszej Maryi Panny, 1-nawowy, konstrukcji szachulcowej, zbudowany z fundacji Georga von Schönaicha ok. 1610 r. na planie prostokąta. W 1742 r. został powiększony o zakrystię i kruchtę, zaś w XVIII i XIX w. otynkowany[15].

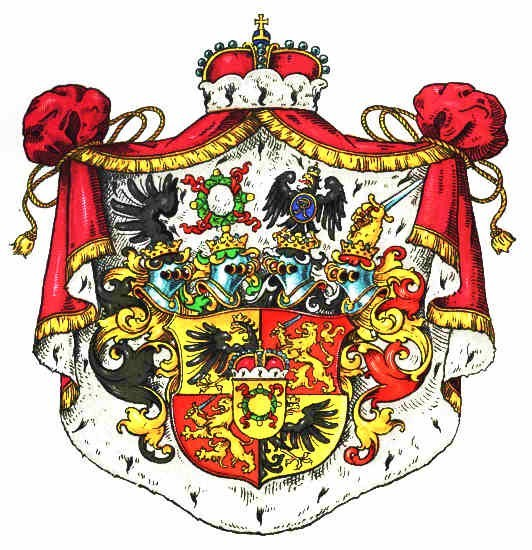
Herb ks. Carolath-Beuthen
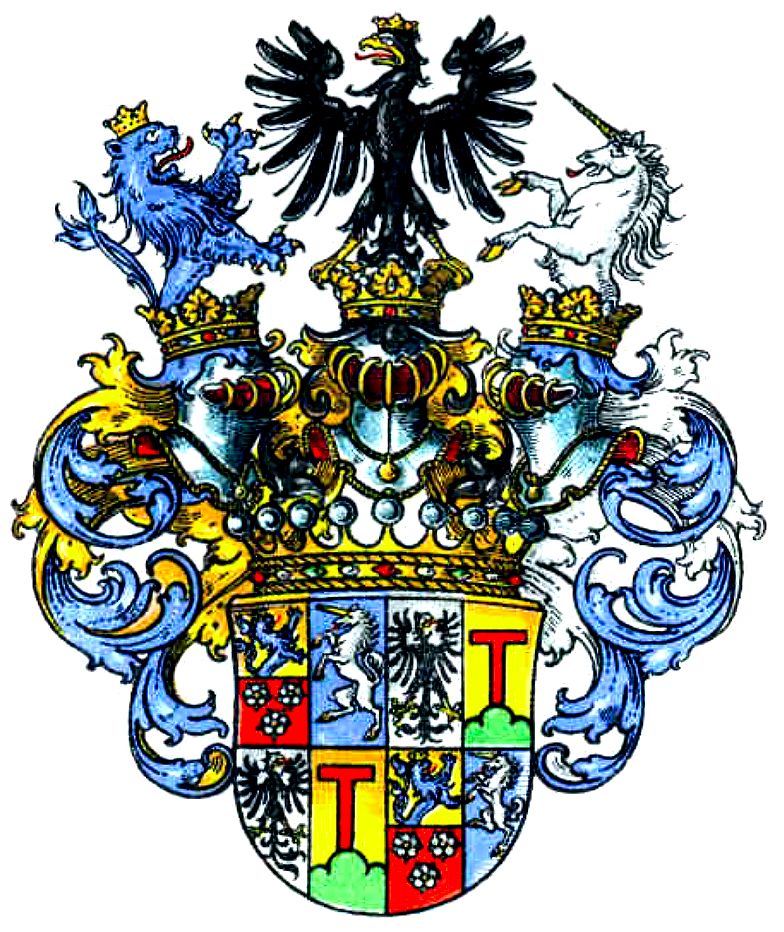
Herb Henckel-Donnersmarck
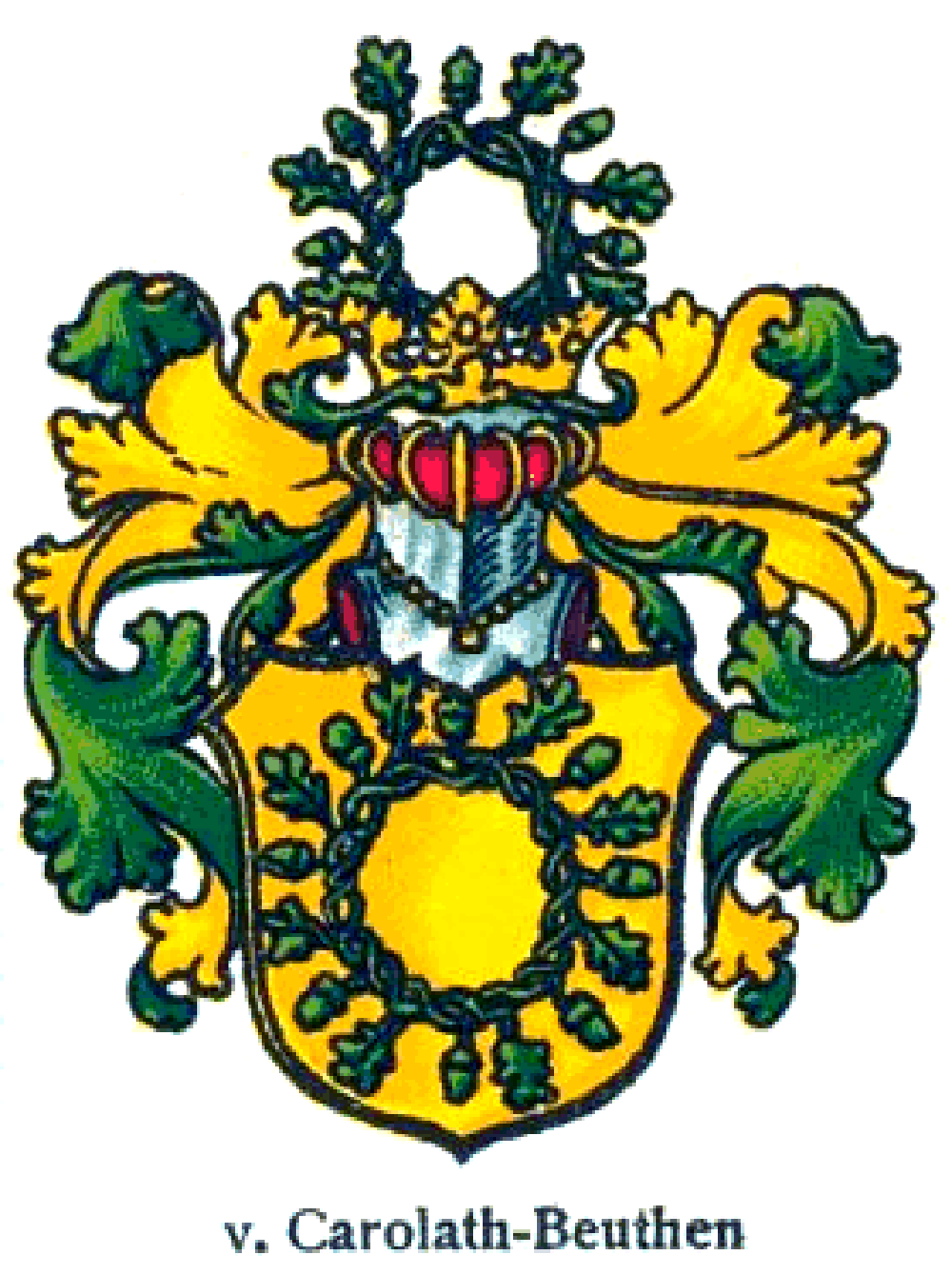
Herb von Schöneich
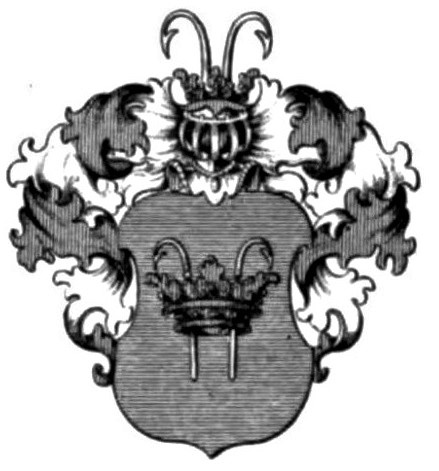
Herb von Landskron
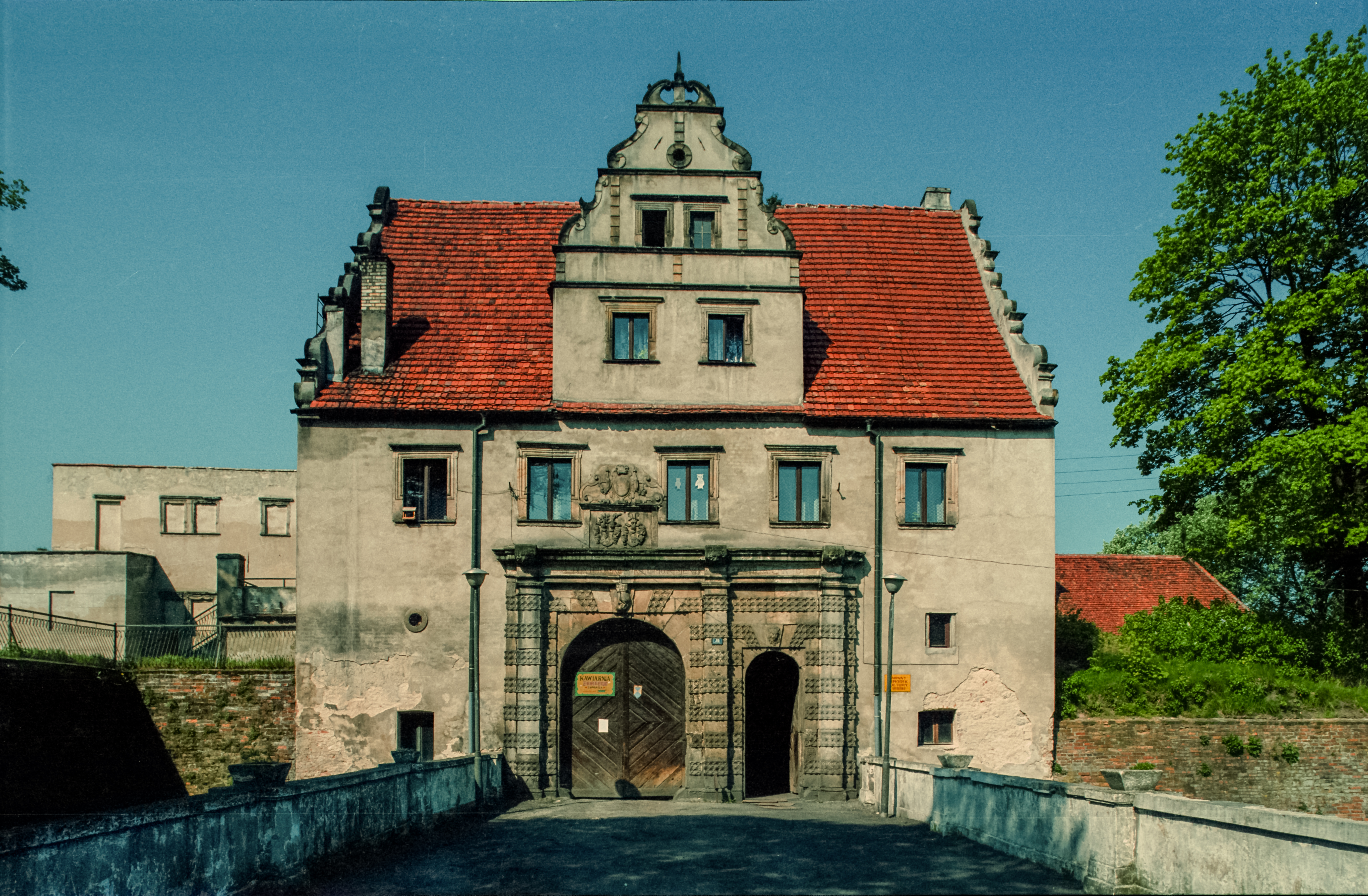
Budynek bramny
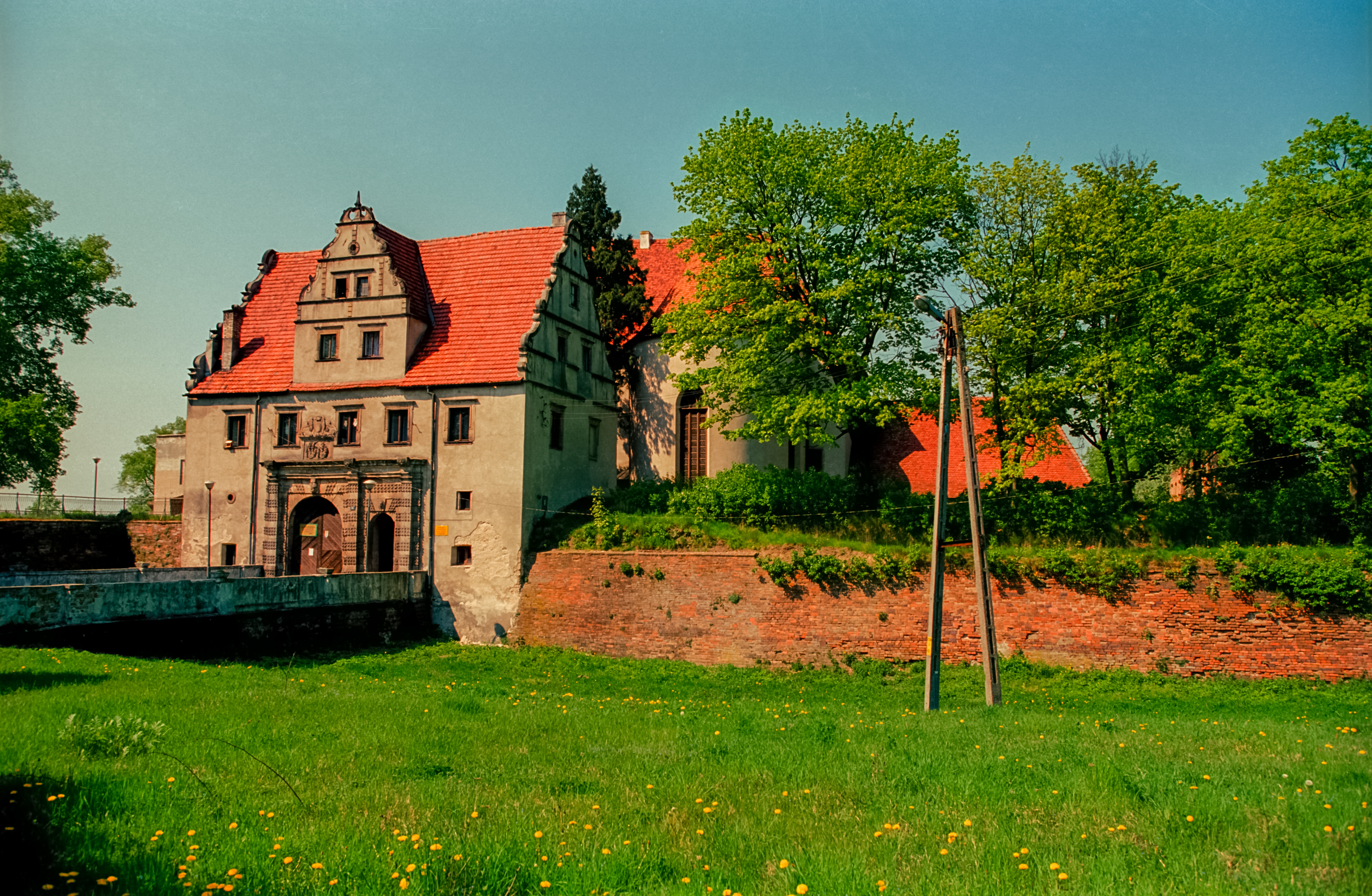
Budynek bramny
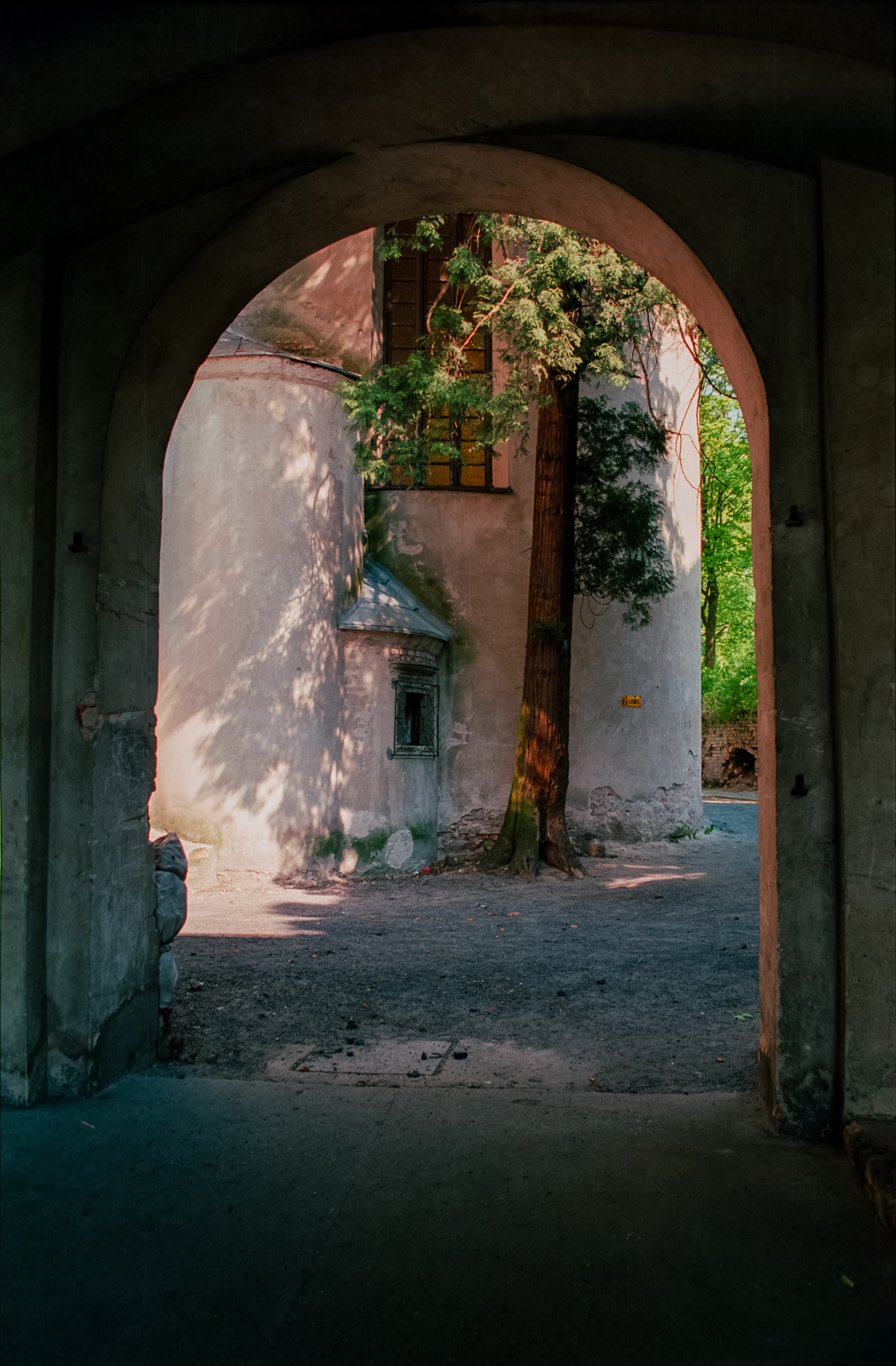
Kaplica zamkowa
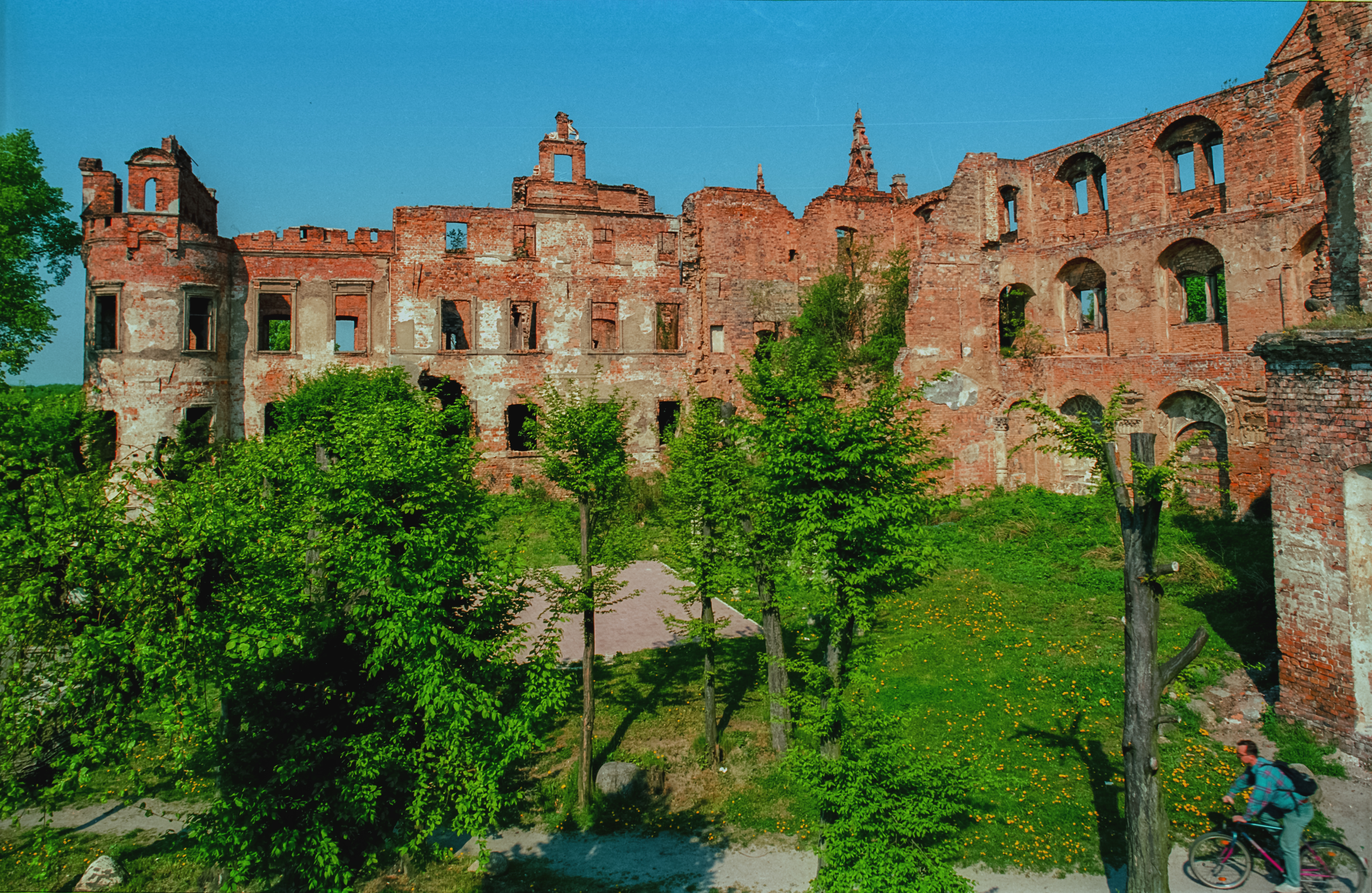
Ruiny
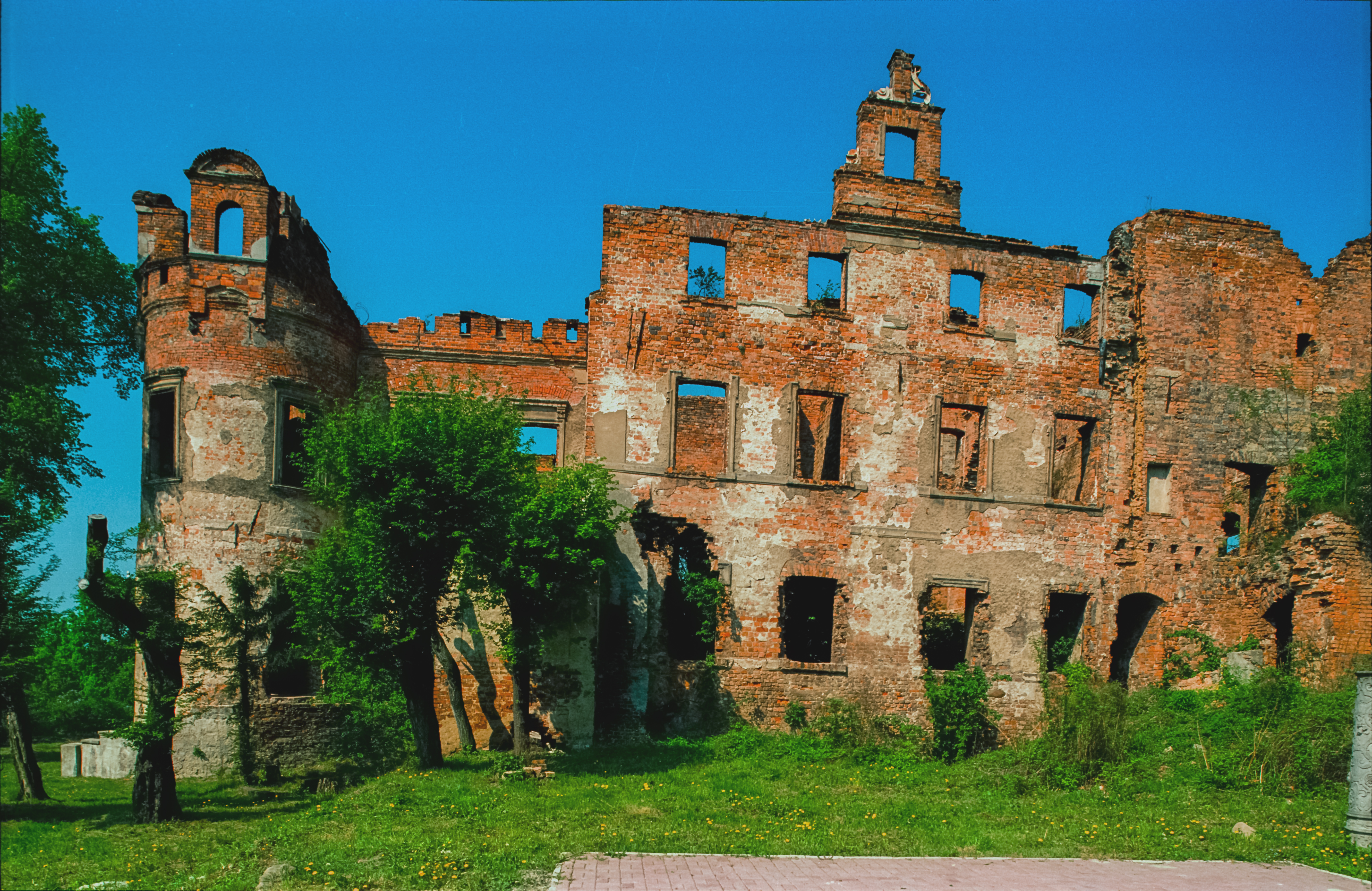
Ruiny
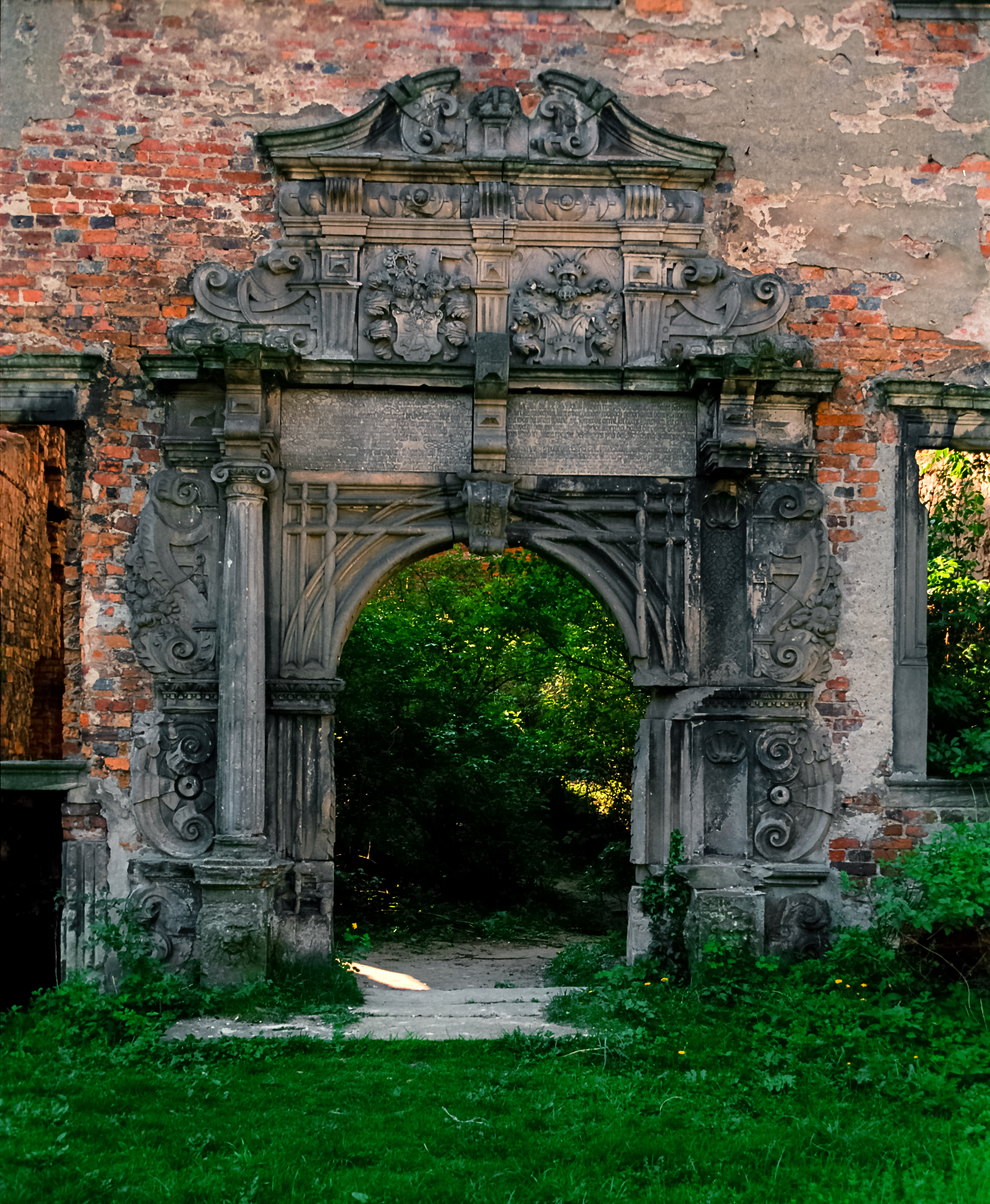
Portal z herbami
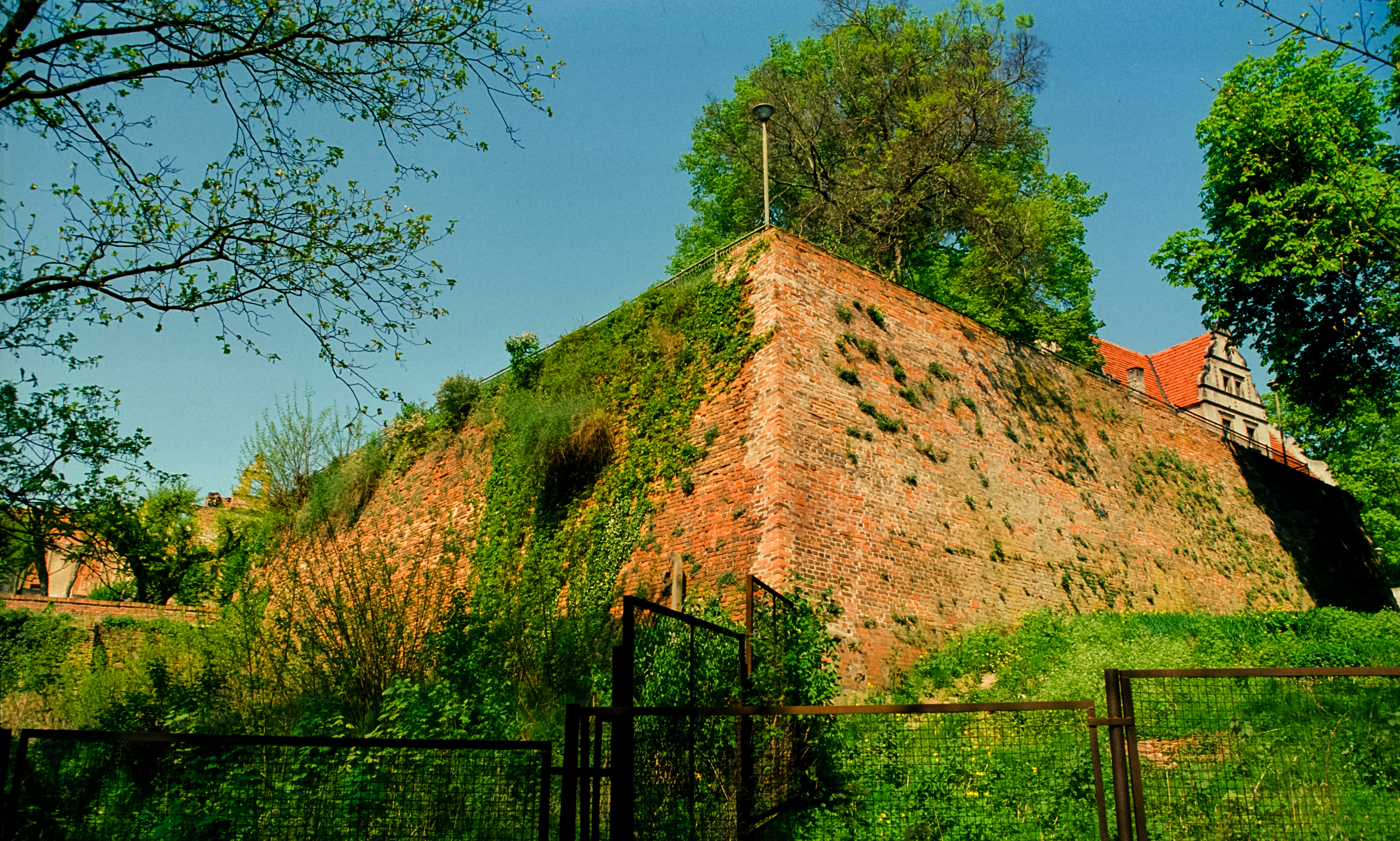
Bastion zamkowy
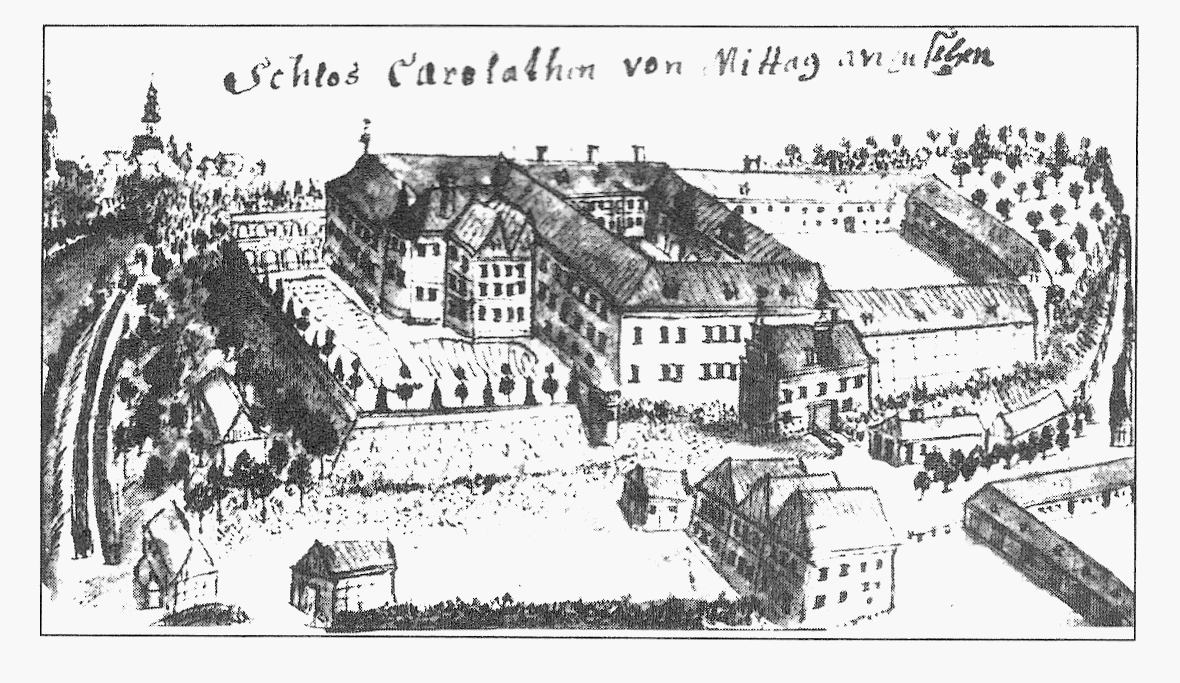
Zamek w Siedlisku w XVIII w.